# Was wir wollten
Was wir wollten (englischer Titel: The Way Things Go, Alternativtitel: Der Lauf der Dinge und Meine Haare, deine Augen) ist ein österreichischer Spielfilm von Ulrike Kofler aus dem Jahr 2020 mit Lavinia Wilson und Elyas M’Barek. Das Drehbuch von Ulrike Kofler und Sandra Bohle unter Mitarbeit von Marie Kreutzer basiert auf der Kurzgeschichte Der Lauf der Dinge von Peter Stamm.

## Handlung
Niklas und Alice sind ein glückliches Paar, dem es eigentlich an nichts fehlt, dennoch leiden sie unter ihrem unerfüllten Kinderwunsch. Vier Versuche der künstlichen Befruchtung mittels In-vitro-Fertilisation sind bereits gescheitert. Daher beschließen die beiden, sich auf Sardinien eine Auszeit zu nehmen, um ihre Lebensplanung gemeinsam zu überdenken.
Auf Sardinien kommt vieles von dem hoch, was die beiden bisher versucht hatten zu verdrängen. In das Nachbarhaus zieht ein scheinbar gut gelauntes Paar aus Tirol ein. Deren beide Kinder, der pubertierende David und die fünfjährige Denise, machen es anfangs besonders für Alice schwer, den unerfüllten Kinderwunsch zu verarbeiten. Ein Suizidversuch Davids verändert die Einstellung von Niklas und Alice zum Sinn des Lebens und man ahnt, dass sie sich von ihrem bisherigen Lebensentwurf verabschieden.

## Produktion und Hintergrund
Die Dreharbeiten fanden an 30 Drehtagen vom 3. Oktober bis zum 11. November 2019 statt, gedreht wurde unter anderem im Falkensteiner Resort Capo Boi Sardinien und in Wien. Unterstützt wurde der Film vom Österreichischen Filminstitut, von Filmstandort Austria (FISA), vom Filmfonds Wien sowie der Comune di Cagliari, Fondazione Sardegna Film Commission und dem MIBAC. Beteiligt war außerdem der Österreichische Rundfunk.
Produziert wurde der Film von der Film AG Produktions GmbH, der früheren Novotny & Novotny von Franz Novotny, und den Produzenten Alexander Glehr und Johanna Scherz, die Serviceproduktion in Italien übernahm die Kino Produzioni – Giovanni Pompili und den Vertrieb die Berliner Picture Tree International GmbH.
Die Kamera führte Robert Oberrainer. Für Ton und Tongestaltung zeichneten Claus Benischke-Lang, Karim Weth und Nils Kirchhoff verantwortlich, für das Kostümbild Monika Buttinger, für das Szenenbild Gerald Freimuth, für das Casting Rita Waszilovics und für die Maske Birgit Beranek und Christina Baier.
Nach der ORF-Serienkoproduktion Freud mit mehr als 25 Millionen erreichten Haushalten ab Ende März 2020 gab Netflix im September 2020 drei neue Originals mit Österreich-Bezug bekannt: neben der weltweiten Lizenzierung von Was wir wollten in Zusammenarbeit mit dem ORF die Entwicklung der Serien Totenfrau basierend auf den Büchern von Bernhard Aichner sowie Kitz.

## Musiktitel
1. Cat Power: Nothing Really Matters[9]
2. Cat Power: Stay
3. Anna Oxa: Controllo Totale
4. Dat Adam: Meep Meep
5. Mavi Phoenix: Fck It Up
6. My Ugly Clementine: Never Be Yours
7. Cat Power: Stay
8. Sophie Hunger: There Is Still Pain Left

## Veröffentlichung
Die Premiere war ursprünglich für den 2. November 2020 im Wiener Gartenbaukino vorgesehen. In Österreich sollte der Film ursprünglich am 6. November 2020 in die Kinos kommen, aufgrund der COVID-19-Pandemie wurden die Kinos allerdings geschlossen. Am 11. November 2020 wurde der Film auf Netflix außerhalb von Österreich veröffentlicht. Am 22. Dezember 2020 wurde der Film ohne die ursprünglich geplante Kinoauswertung auch in Österreich auf Netflix veröffentlicht. Der Film kam schließlich am 19. Mai 2021 in die österreichischen Kinos.
Im ORF wurde der Film am 8. Juni 2023 erstmals ausgestrahlt.

## Rezeption
Claudia Reinhard meinte in der Frankfurter Allgemeinen Zeitung, dass man dem Film anmerke, dass Ulrike Kofler bis dahin vor allem als Filmeditorin gearbeitet hatte. Das Ergebnis sei ein Film, der seine Macht durch die Montage entfalte, unerwartete Bilder über Off-Dialoge lege, aussichtslose Gespräche abrupt abschneide und im Collage-Stil fragmentierte Gefühlswelten sichtbar mache.
Julian Weinberger lobte im Weser Kurier die beiden Hauptdarsteller Lavinia Wilson und Elyas M’Barek. Alleine durch Gesten und Blicke würde die beiden eine eindrückliche emotionale Intensität erzeugen.
Paul Kunz bezeichnete den Film auf filmpluskritik.com als solides Drama, das sich in seinen besten Momenten höchst feinfühlig einer krisenbehafteten Beziehung nähere und dabei interessante Fragen zum Wesen von Partnerschaft und dem Umgang mit der Möglichkeit unerfüllter Sehnsüchte stelle. Das hohe Niveau mancher Szenen könne der Film aber nicht über seine gesamte Laufzeit halten. Ulrike Kofler sei zwar kein bahnbrechender, aber ein durchaus sehenswerter Film gelungen.
Markus Tschiedert kam dagegen auf Quotenmeter.de zu dem Urteil, dass sich auf der Kinoleinwand die besondere Bildersprache noch entfalten hätte können. Auf dem Bildschirm bliebe allein das schwermütige Beziehungsdrama, das sich ohne dramatische Höhepunkte hinschleppe.

## Auszeichnungen und Nominierungen
Österreichischer Kandidat für den besten internationalen Film für die Oscarverleihung 2021
Österreichischer Filmpreis 2021
- Nominierung in der Kategorie Beste weibliche Nebenrolle (Anna Unterberger)[22][23]
- Nominierung in der Kategorie Beste männliche Nebenrolle (Lukas Spisser)
- Nominierung in der Kategorie Beste Tongestaltung (Originalton Claus Benischke-Lang, Sounddesign: Karim Weth, Nils Kirchhoff, Mischung: Alexander Koller)

Romyverleihung 2021
- Nominierung in der Kategorie Bester Film Kino (Ulrike Kofler)[24]
- Nominierung in der Kategorie Bestes Buch Kino (Ulrike Kofler und Sandra Bohle unter Mitarbeit von Marie Kreutzer)
- Nominierung in der Kategorie Beste Produktion (Ulrike Kofler, Film AG, Alexander Glehr und Johanna Scherz)
- Nominierung in der Kategorie Bester Schnitt Kino (Marie Kreutzer)

Thomas-Pluch-Drehbuchpreis 2021
- Auszeichnung mit dem Hauptpreis (Ulrike Kofler, Sandra Bohle und Marie Kreutzer nach Der Lauf der Dinge von Peter Stamm)[25][26]
- Nominierung für den Spezialpreis

Diagonale 2021
- Auszeichnung mit dem Preis Innovative Produktionsleistung (Film AG)[27]

Darüber hinaus gelangte der Film auch in die Vorauswahl für die Golden Globe Awards 2021 (Bester fremdsprachiger Film).